# Run to You (Tom Gregory)
Run to You is een nummer van de Britse acteur zanger Tom Gregory uit 2017.
Het nummer flopte in Gregory's thuisland het Verenigd Koninkrijk, maar in Duitsland was het nummer wel redelijk succesvol met een 26e positie. In Nederland behaalde "Run to You" geen hitlijsten, wel werd het er een klein radiohitje.